# Hyphodontiella
Hyphodontiella là một chi nấm thuộc họ Clavariaceae trong bộ Agaricales. Chi nấm này bao gồm hai loài nấm sống trên thân gỗ tìm thấy ở khu vực Bắc Âu là H. hauerslevii và H. multiseptata. Chi Hyphodontiella được Åke Strid miêu tả khoa học vào năm 1975, khi đó, ông xếp vào họ Corticiaceae thuộc bộ Corticiales. Đến năm 2007, chi này được chuyển về họ Clavariaceae như ngày nay.